# Климпуш, Дмитрий Иванович
Дмитрий Иванович Климпуш (укр. Дмитро Іванович Климпуш; (рум. Clempuș) 7 ноября 1897, Ясиня — 1959, там же) — украинский националист и военный деятель, с 9 ноября 1938 по 15 марта 1939 главнокомандующий Карпатской Сечи.

## Биография
Родился 7 ноября 1897 в городе Ясиня (ныне Раховский район Закарпатской области). В Первую мировую войну призван в армию Австро-Венгрии, был дважды ранен. В 1919 году был одним из участников Гуцульского восстания и деятелем Гуцульской республики.
В 1920 году после вхождения Закарпатья в состав Чехословакии Климпуш служил в армии Чехословакии, дослужился до старшины. После демобилизации работал на лесозаготовках, в банке, с 1928 года был хозяином лесопильного завода. С 1923 года вошёл в состав Социал-демократической партии Подкарпатской Руси и в спортивную организацию «Сичь». В 1927 году избран секретарём сельской организации Социал-демократической партии, в том же году возглавил «Сичь». С 1937 года член окружного представительства Социал-демократической партии. В ранге главы спортивной организации «Сичь» оказывал помощь закарпатским студентам в Праге и участвовал в съездах организации «Просвита».
В сентябре 1938 года «Сичь» Д.Климпуша вошла в состав Украинской национальной обороны. Осенью того же года Подкарпатская Русь получила автономию, и в начале октября 1938 года по просьбе премьера Августина Волошина общество «Сичь» решили преобразовать в полувоенную организацию «Карпатскую Сечь», которая была бы своеобразной армией Закарпатья. 9 октября 1938 была образована «Организация народной обороны — Карпатская Сечь», командиром которой стал Дмитрий Климпуш.
В марте 1939 года недостаточно подготовленная и обученная Карпатская Сечь была разгромлена Венгрией, и Закарпатье вошло в состав Венгрии. Климпуш скрылся в подполье и спустя 4 месяца сдался венгерским властям, после чего был выслан в Будапешт, оттуда отправился, по некоторым данным, на лечение в Словакию, а после вернулся на Закарпатье, где жил в годы войны.
В декабре 1944 года Климпуш был арестован советской военной контрразведкой СМЕРШ 18-й армии по обвинению в сотрудничестве с венгерскими фашистами и отправлен в рабочий лагерь города Енакиево Сталинской области в шахты, откуда в январе 1947 года был освобождён по болезни. Работал бухгалтером леспромхоза. 11 апреля 1947 арестован повторно по обвинению в антисоветской деятельности и осуждён на 8 лет лишения свободы. Отбывал наказание в Иркутской области.
26 июля 1955 года был освобождён из лагеря и вернулся домой через год. Скончался в 1959 году в Ясине, там же похоронен. Посмертно реабилитирован 2 февраля 1993 года.
Его сын — Орест, первый министр транспорта Украины, Народный депутат Украины II и IV созывов.